# 白鳥まりあ
白鳥 まりあ（しらとり まりあ、12月25日 - ）は、日本のシンガーソングライター。徳間ジャパンコミュニケーションズ所属。東京都出身。

## 略歴
カラオケ大会に出場した際、審査員をしていた元キングレコードプロデューサー小泉裕一の目に留まったことがきっかけとなり、CD制作を開始する。2008年、小泉プロデュースのもとオリジナル楽曲「赤い糸 ～愛は、真実～」で、キングレコードからデビュー。第1回日本インディーズ大賞に7曲を応募、金賞「Mother」 敢闘賞「赤い糸」ほか全7曲受賞。作曲家の宮下健治に師事。自ら作詞、宮下が作曲した「イケズ」が「棚橋静雄と夢アルバム」挿入歌に選ばれ2011年に発売。2012年、リニューアルした白鳥まりあ&森茂夫「IKEZU(イケズ)」で徳間ジャパンコミュニケーションズからメジャー・デビューする。2016年、徳間ジャパンコミュニケーションズから「木花咲耶姫」リリース。
その他調布エフエム放送で、ラジオパーソナリティを5年間担当。カラオケ大会へのゲスト出演。テレビ埼玉に出演。韓国開催の日韓交流イベントに多数参加し、KBSテレビに出演。韓国経済貢献大賞の「海外部門賞」を受賞。日中友好チャリティーコンサートに出演。

## 作品

### CD
- 「赤い糸～愛は、真実～」「Mother～夢よ、ありがとう～」
2008年10月22日 - キングレコード
作詞・作曲:白川真希江 / 編曲:馬飼野俊一
- 「イケズ」
2011年8月22日 - セントラルレコード
歌:棚橋静雄(ロス・インディオス)&白鳥まりあ
作詞:白川真希江 / 作曲:宮下健治 / 編曲:川端マモル
- 「IKEZU(イケズ)」「月夜の泪と憂いの滴…」
2012年10月24日 - 徳間ジャパンコミュニケーションズ[5]
歌:白鳥まりあ&森茂夫
作詞:白川真希江 / 作曲:宮下健治 / 編曲:川端マモル
- 「木花咲耶姫」「まほろば～ヤマトタケル」
2015年11月18日 - 徳間ジャパンコミュニケーションズ
作詞・作曲:白鳥まりあ / 編曲:川端マモル

### その他の作品タイトル
- 「陽光桜よ」
- 「プロゴルファー花伝説」
- 「誰にでもLoveStoryはあるもの…」
- 「子猫の子守歌」
- 「雪舞い白川郷」
- 「TheEarth～聖なる星～」

## カラオケ配信
- DAM
  - 赤い糸～愛は、真実～
  - IKEZU(イケズ)[6]
  - 木花咲耶姫
  - The Earth～聖なる星～
  - 海割れ～武昌浦～
- JOYSOUND
  - プロゴルファー花伝説
  - 月夜の泪と憂いの滴…
  - イケズ
  - 陽光桜よ